# Sphaenorhynchus caramaschii
Espèce
Statut de conservation UICN

 LC  : Préoccupation mineure
Sphaenorhynchus caramaschii est une espèce d'amphibiens de la famille des Hylidae.

## Répartition
Cette espèce est endémique du Brésil. Elle se rencontre dans les États de São Paulo, du Paraná et de Santa Catarina,.

## Étymologie
Cette espèce est nommée en l'honneur d'Ulisses Caramaschi.

## Publication originale
- Toledo, Garcia, Lingnau, & Haddad, 2007 : A new species of Sphaenorhynchus (Anura; Hylidae) from Brazil. Zootaxa, no 1658, p. 57-68 (texte intégral).